# چاه کوانتومی

یک چاه کوانتومی. ابعاد نانومتری قسمت ناهمگون مرکزی موجب ممکن شدن مشاهده اثرات کوانتومی در این چاه پتانسیل می‌شود.

یک چاه کوانتومی به یک چاه پتانسیل در مکانیک کوانتومی گفت می‌شود، که سطوح انرژی آن گسسته باشند. در توصیف کلاسیک، یک چاه پتانسیل منجر به به دام افتادن ذره می‌شود. با کوچک‌تر شدن ابعاد چاه پتانسیل و رسیدن به حدود طول موج دوبروی ذرات (معمولاً الکترون‌ها یا حفره‌ها)، اثرات کوانتومی ظاهر شده و منجر به گسسته شدن سطوح انرژی و ظاهر شدن زیرترازهای انرژی (به انگلیسی: energy subbands) می‌گردند.
چنین سامانه‌ای در عمل به صورت یک ساختار متشکل از دو ماده متفاوت، که ناحیه مرکزی آن به صورت چاه با پتانسیل پایین‌تر برای الکترون‌ها و حفره‌ها، و نواحی کناری با پتانسیل بالاتر نسبت به ناحیه مرکزی است ساخته می‌شود. این کار به کمک رشد مواد روی یکدیگر به شیوه‌هایی نظیر برآرایی باریکه مولکولی انجام می‌گیرد.

## مثال
ساده‌ترین حالت قابل تصور، یک چاه کوانتومی بی‌نهایت است:
{\displaystyle V(x)={\begin{cases}0,&x_{c}-{\tfrac {L}{2}}<x<x_{c}+{\tfrac {L}{2}},\\\infty ,&{\text{otherwise,}}\end{cases}},}
در این حالت پاسخ به دست آمده از معادله شرودینگر برای سطوح انرژی به صورت زیر خواهد بود:
{\displaystyle E_{n}=\hbar \omega _{n}={\frac {n^{2}\pi ^{2}\hbar ^{2}}{2mL^{2}}}}
مشاهده می‌شود که فاصله این مقادیر مجاز انرژی با افزایش {\displaystyle L} کمتر شده و بنابراین برای مقادیر به‌قدر کافی بزرگ طول چاه کوانتومی، گسسته بودن سطوح انرژی قابل مشاهده نخواهد بود.

## برای مطالعهٔ بیشتر
- Davies, John H. (2006). The Physics of Low-Dimensional Semiconductors: An Introduction (6th reprint ed.). Cambridge University Press. ISBN 0-521-48491-X.
- Griffiths, David J. (2004). Introduction to Quantum Mechanics (2nd ed.). Prentice Hall. ISBN 0-13-111892-7.